# Comuna Kalmar
Kalmar (Kalmar kommun) este o comună din comitatul Kalmar län, Suedia, cu o populație de 63.887 locuitori (2013).

## Geografie

### Zone urbane
Lista celor mai mari zone urbane din comună (anul 2015) conform Biroului Central de Statistică al Suediei:
| Nr | Zona urbană | Pop.   |
| -- | ----------- | ------ |
| 1  | Kalmar      | 38.408 |
| 2  | Lindsdal    | 5.709  |
| 3  | Smedby      | 3.607  |
| 4  | Ljungbyholm | 1.725  |
| 5  | Rinkabyholm | 1.631  |
| 6  | Trekanten   | 1.599  |
| 7  | Rockneby    | 898    |
| 8  | Läckeby     | 878    |
| 9  | Hagby       | 871    |
| 10 | Påryd       | 663    |

## Demografie
| \| Evoluția demografică în comuna Kalmar, 1970–2015 \| Evoluția demografică în comuna Kalmar, 1970–2015 \| Evoluția demografică în comuna Kalmar, 1970–2015 \| Evoluția demografică în comuna Kalmar, 1970–2015 \| Evoluția demografică în comuna Kalmar, 1970–2015 \| \| ----------------------------------------------------------------------------------------------------- \| ------------------------------------------------ \| ------------------------------------------------ \| ------------------------------------------------ \| ------------------------------------------------ \| \| An \| \| \| Locuitori \| \| \| 1970 \| 1970 \| \| 52637 \| 52637 \| \| 1975 \| 1975 \| \| 52385 \| 52385 \| \| 1980 \| 1980 \| \| 52846 \| 52846 \| \| 1985 \| 1985 \| \| 54165 \| 54165 \| \| 1990 \| 1990 \| \| 56206 \| 56206 \| \| 1995 \| 1995 \| \| 58420 \| 58420 \| \| 2000 \| 2000 \| \| 59308 \| 59308 \| \| 2005 \| 2005 \| \| 60924 \| 60924 \| \| 2010 \| 2010 \| \| 62815 \| 62815 \| \| 2015 \| 2015 \| \| 65704 \| 65704 \| \| Sursa: SCB - Statistika Centralbyrån, Folkmängd efter region, civilstånd, ålder och kön. År 1968–2016 \| \| \| \| \| |      |  |           |       |
| Evoluția demografică în comuna Kalmar, 1970–2015 |      |  |           |       |
| An |      |  | Locuitori |       |
| 1970 | 1970 |  | 52637     | 52637 |
| 1975 | 1975 |  | 52385     | 52385 |
| 1980 | 1980 |  | 52846     | 52846 |
| 1985 | 1985 |  | 54165     | 54165 |
| 1990 | 1990 |  | 56206     | 56206 |
| 1995 | 1995 |  | 58420     | 58420 |
| 2000 | 2000 |  | 59308     | 59308 |
| 2005 | 2005 |  | 60924     | 60924 |
| 2010 | 2010 |  | 62815     | 62815 |
| 2015 | 2015 |  | 65704     | 65704 |
| Sursa: SCB - Statistika Centralbyrån, Folkmängd efter region, civilstånd, ålder och kön. År 1968–2016 |      |  |           |       |